# Mosche Chaim Luzzatto

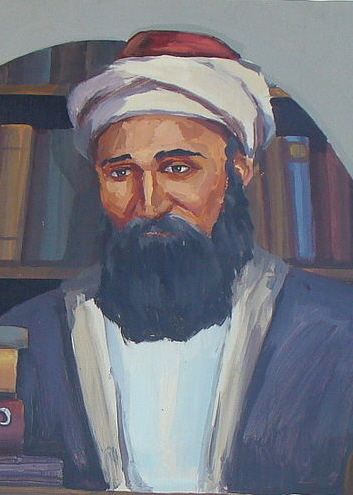

Mosche Chaim Luzzatto (רַבִּי מֹשֶׁה חַיִּים לוּצַטּוֹ beziehungsweise לוצאטו), auch unter dem Akronym RaMCHaL (רַמחַ״ל, Rabbi Moshe Chaim Luzzatto) bekannt (* 1707 in Padua; † 16. Mai 1746 in Akko), gilt als einer der bedeutendsten jüdischen Philosophen und Kabbalisten seines Jahrhunderts sowie als ein Vorbereiter der neuhebräischen (Haskala-) Literatur.
Sein Ruf als Kabbalist und Ethiker fußt auf seinen beiden Werken Derech HaSchem sowie vor allem Mesillat Jescharim. Daneben verfasste er Gedichte in hebräischer Sprache und drei Schauspiele. Seine im Anschluss an den Psalter verfasste Sammlung von 150 religiösen Liedern sowie viele seiner (vor allem Gelegenheits-) Gedichte und auch eine große Anzahl kabbalistischer Schriften scheinen auf immer verloren zu sein.
Da sein Wirken im Bereich der Jüdischen Gemeinde starke Kritik und auf Basis der Verdächtigungen, ein Anhänger Sabbetai Zwis zu sein, sogar Verfolgung hervorrief, zog er 1735 mit seiner Familie nach Amsterdam. 1743 reiste er nach Palästina und ließ sich in Akko nieder. Dort starb er vermutlich an der Pest. Sein Grabmal befindet sich in Tiberias.

## Werke (Auswahl)

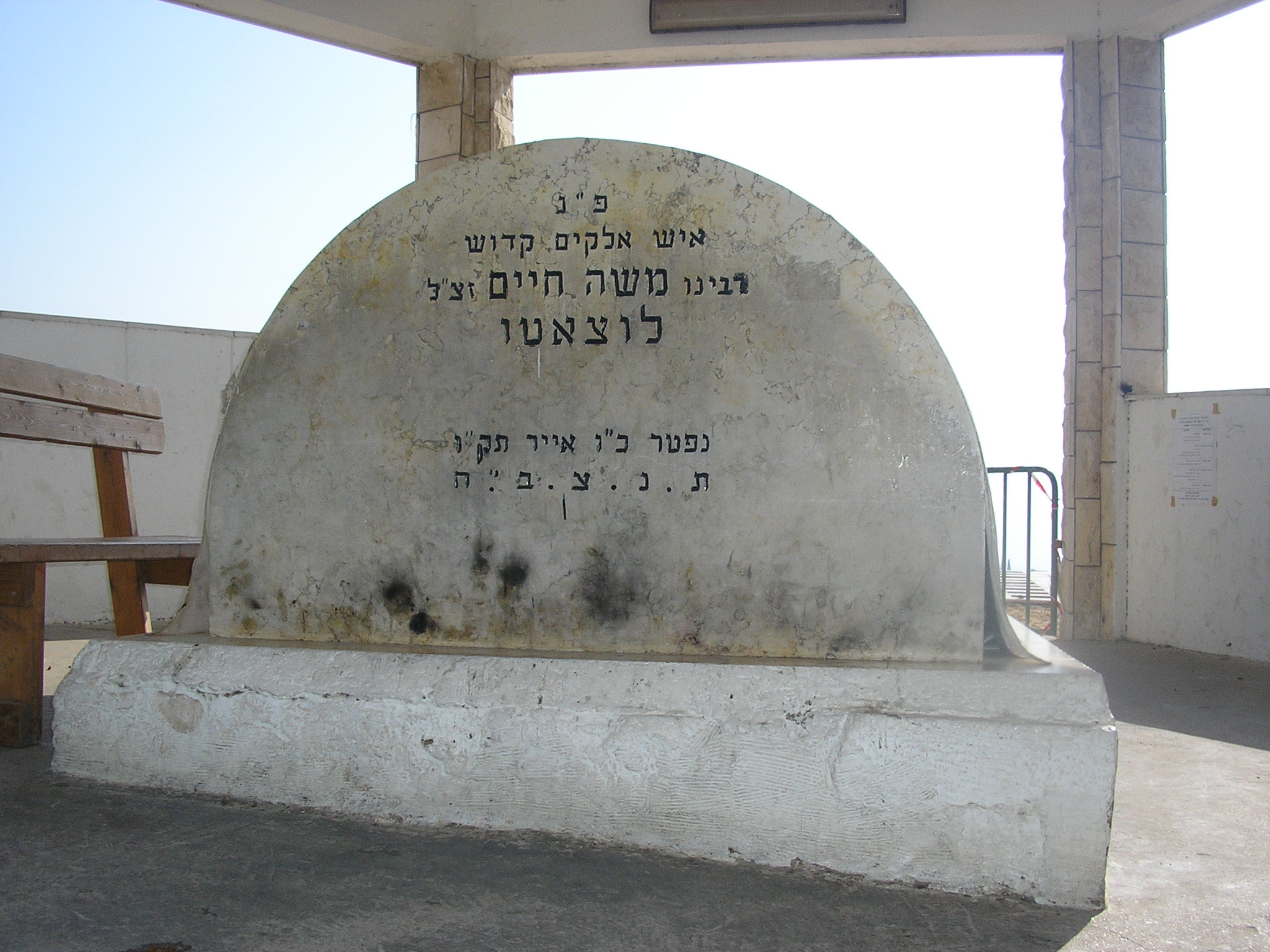
Grab Mosche Chaim Luzzattos

- Leschon Limmudim, 1723 (Werk über hebräische Rhetorik)
- Maase Schimschon, 1724 („Die Geschichte Simsons“, eher weltliches Versdrama)
- Migdal Oz, 1727 („Mächtiger Turm“, Drama)
- Derech HaSchem, „Der Weg Gottes“
- La-Jescharim Tehilla („den Rechtschaffenen die Huld“), allegorisches Drama
- Mesillat Yescharim, „Der Pfad der Aufrechten“ (sein ethisches Hauptwerk, Amsterdam 1740)
- Da'at T'vunot (Darstellung von kritischen Konzepten des Kabbalismus)
- Zohar Tinjana („Der zweite Zohar“)